# Valle Pedana
La Valle Pedana è una valle alluvionale della provincia di Roma che si estende tra i comuni di Roma, Tivoli, Palestrina e Colonna, ed è geograficamente delimitata a sud dai Colli Albani, ad ovest dai Monti Prenestini e dalla Valle del Sacco, a nord dai Monti Tiburtini e ad est dall'Agro Romano.
La denominazione di "Pedana" deriverebbe dall'antico toponimo della città di Pedum, il cui sito è stato collocato in maniera incerta presso l'attuale centro di Gallicano nel Lazio. La prima menzione della valle è attribuita al poeta latino Quinto Orazio Flacco:
(Quinto Orazio Flacco, Epistulae, I, 4, traduzione Raimondo Del Nero.)
La Valle Pedana è composta da un solido banco di tufo sovrapposto, a seguito delle eruzioni del Vulcano Laziale -durate circa dagli 800.000 ai 20.000 anni fa-, al materiale sedimentario già portyato dall'Aniene e dai suoi affluenti minori. La Valle Pedana è sempre stata una zona di passaggio e di transito, tanto che ancora oggi è attraversata per tutta la sua lunghezza dall'Autostrada del Sole.